# 巴博萨费拉兹
巴博萨费拉兹是巴西巴拉那州的一个市镇。总面积538.621平方公里，总人口14017人，人口密度26人/平方公里。